# Raven Hawk
Raven Hawk (titlu original: Raven Hawk) este un film american de televiziune din 1996 regizat de Albert Pyun. Rolurile principale au fost interpretate de actorii Rachel McLish, John Enos III, Nicholas Guest, Vincent Klyn și Thom Mathews.

## Distribuție
- Rachel McLish - Rhyia Shadowfeather
- John Enos III - Marshall Del Wilkes
- Ed Lauter - Sheriff Daggert
- Matt Clark - Ed Hudson
- Michael Champion - Gordon Fowler
- Mitch Pileggi - Carl Rikker
- Mitch Ryan - White
- Nicholas Guest - Larson
- John de Lancie - Stansfield
- Bill Bird - Houser
- Virginia Capers - Dr. Helen Harris
- John Fleck - Ed Kaplin
- Thom Matthews - Stiles